# Gadyal, Jamkhandi
Gadyal là một làng thuộc tehsil Jamkhandi, huyện Bagalkot, bang Karnataka, Ấn Độ.